# ليبيا الحرة (قناة فضائية)
قناة ليبيا الحرة هي قناة ليبية تبث عبر الإنترنت وعبر القمر الصناعي نايل سات أسسها محمد نبوس في 19 فبراير 2011 في بداية ثورة 17 فبراير الليبية حيث كانت أول محطة تلفزيونية خاصة في بنغازي وفي شرق البلاد. كان الغرض الأساسي من القناة هو تزويد العالم بالأخبار والصور الحصرية من بنغازي.
قناة ليبيا الحرة كانت القناة الوحيدة التي تبث من بنغازي بعد أن قام معمر القذافي بقطع خطوط الإنترنت في بداية الثورة. (هناك محطة إذاعية تابعة للمتمردين كانت تبث أيضا في نفس الوقت ومن نفس المدينة اسمها إذاعة صوت ليبيا الحرة). استطاعت قناة ليبيا الحرة أن تتخطى الموانع المفروضة على الإنترنت لكي تذيع صورًا حية من بنغازي لجميع العالم.
في 19 مارس/آذار، 2011، قُتل نبوس على يد كتائب القذافي أثناء معركة بنغازي الثانية. في نفس اليوم، أعلنت زوجته بيرديتا أن القناة ستستمر من البث في نفس المكان وطلبت من المعارضة في الخارج والمتمردين في الداخل تزويد القناة بالمقاطع المرئية لتساعد في إنجاح ثورة 17 فبراير الليبية.

الشعار الأول للقناة

## وصلات خارجية
- موقع قناة ليبيا الحرة
- موقع لايف ستريم لمشاهدة قناة ليبيا الحرة عبر الإنترنت